# Друоньо
Друо̀ньо (на италиански: Druogno; на пиемонтски: Dravèn, Дравен) е село и община в Северна Италия, провинция Вербано-Кузио-Осола, регион Пиемонт. Разположено е на 836 m надморска височина. Населението на общината е 976 души (към 2010 г.).